# Universal City/Studio City
Universal City/Studio City (dawniej Universal City) - podziemna stacja metra w Los Angeles na trasie linii B. Stacja znajduje się w dolinie San Fernando przy Universal City Plaza i Lankershim Boulevard na osiedlu Studio City w Los Angeles. W niewielkiej odległości od stacji przebiega autostrada Hollywood Freeway (Autostrada 101 - US Route 101). 
Przy stacji jest także parking typu park and ride na 390 miejsc postojowych.

## Atrakcje turystyczne
W pobliżu znajdują się:
- Universal Studios
- Universal Studios Hollywood
- Universal Citywalk Holywood

## Połączenia autobusowe
Od 11 grudnia 2022 dostępne są następujące połączenia:
- Metro Local: 155, 222, 224, 240
- Burbank Bus: Pink Route
- Universal City Shuttle (bezpłatny tramwaj do Universal Studios Hollywood i Universal Citywalk Holywood)